# Changzhou Metro
Changzhou Metro ist die U-Bahn der chinesischen Stadt Changzhou in der Provinz Jiangsu. Langfristig soll ein Netz aus 7 Linien mit über 250 Kilometern Länge entstehen.

## Netz
Das Netz besteht aus zwei Linien, die sich an der Station Kulturpalast (Cultural Palace) kreuzen.

### Linie 1
Die Linie 1 verbindet den Nordbahnhof mit dem Bahnhof Changzhou und dem Süden. Die Strecke wurde am 21. September 2019 nach fünf Jahren Bauzeit eröffnet. Sie ist im Zentrum unterirdisch und in den Vororten als Hochbahn trassiert und hat 29 Stationen auf 34,25 Kilometern Gesamtlänge. Die Linie wird mit 36 Sechswagenzügen mit maximal 80 km/h betrieben. Vier Wagen sind angetrieben, zwei sind antriebslos. Die Züge sind mit dem Cityflo-650-Signalsystem von Bombardier ausgestattet.

### Linie 2

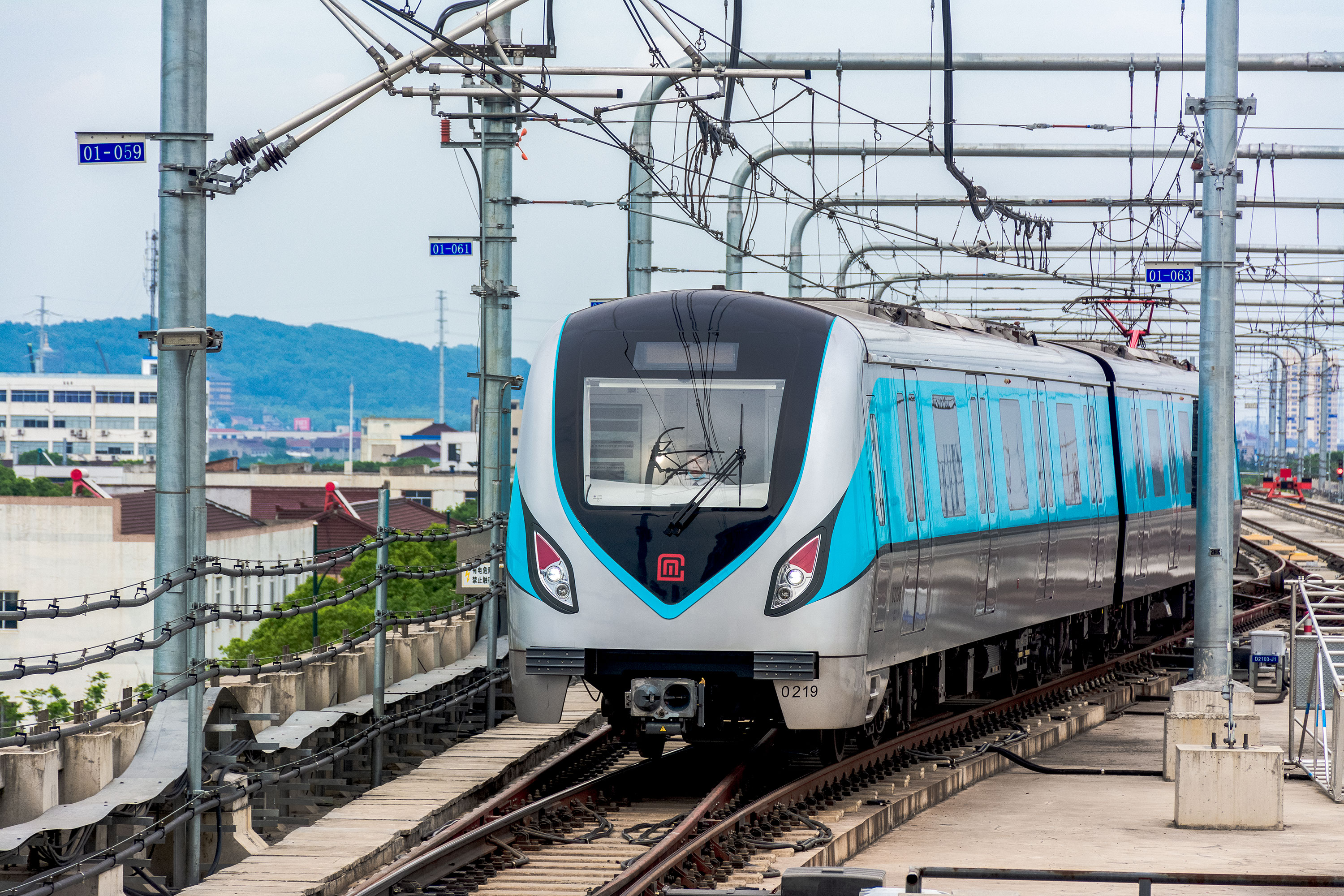
Linie 2

Im Jahr 2021 folgte die Linie 2. Sie führt von Westen nach Osten und ist 19,8 Kilometer lang bei 15 Stationen. Es wird der gleiche Typ wie auf der Linie 1 eingesetzt, allerdings in hellblauer Farbgebung.